# Ken Spears
Charles Kenneth Spears (n. 12 martie 1938, California, SUA – d. 6 noiembrie 2020, Brea⁠(d), California, SUA) a fost un scriitor, editor și producător de televiziune american. Împreună cu Joe Ruby, a creat franciza Scooby Doo pentru Hanna-Barbera. În 1977, cei doi au fondat compania de producție, animație și televiziune Ruby-Spears Productions.

## Biografie
Spears a fost crescut în New York și în Los Angeles. Mama sa, Edna, a murit la o lună după ce el s-a născut, în timp ce tatăl său, Harry, a lucrat ca prezentator și producător de radio înainte de a se angaja într-o companie de afaceri imobiliare. Ken Spears s-a împrietenit cu fiul producătorului de animație William Hanna în timp ce învăța în California.
La scurt timp după ce a făcut serviciul militar în Marina SUA (Forțele Navale ale Statelor Unite), în 1959 Hanna l-a angajat pe Spears ca editor de sunet pentru Hanna-Barbera Productions. Spears l-a cunoscut pe Ruby, de asemenea fost marinar, în departamentul de editare al studioului, iar cei doi au început să scrie împreună. Spears și Ruby au scris glume și scenarii pentru mai multe programe de televiziune animate și ficțiune, atât independent, cât și în echipă pentru Hanna-Barbera, Sid and Marty Krofft Television Productions și DePatie–Freleng Enterprises.
Pentru Hanna-Barbera, Spears și Ruby au creat Scooby Doo și celelalte personaje principale ale francizei. Scooby-Doo, unde ești tu! a debutat în septembrie 1969 la CBS. Serialul original a durat doar două sezoane, dar franciza a continuat mai bine de 50 de ani. Partenerii au ajuns în atenția lui Fred Silverman, pe atunci șef al emisiunilor de zi la CBS, care a concluzionat că dogul german a fost vedeta proiectului.
Pentru H-B au mai creat Dynomutt, Dog Wonder, Căpitanul Cavernelor, Jabberjaw și alte programe. La Depatie-Freleng, au creat The Barkleys și The Houndcats. La începutul anilor 1970, Silverman i-a angajat pe Spears și Ruby pentru a supraveghea producția gamei de desene animate de sâmbătă dimineață a CBS, poziție pe care și-au asumat-o la ABC când Silverman s-a alăturat rețelei rivale.
Dorind să concurenze cu Hanna-Barbera, ABC i-a ajutat pe Ruby și Spears să-și creeze propriul studio în 1977, ca filială a Filmways. Ruby-Spears Productions a produs mai multe serii animate pentru sâmbătă dimineață, printre care Fangface (un grup de adolescenți ca și la Scooby Doo, dar de data aceasta cu un vârcolac), The Plastic Man Comedy-Adventure Hour, Thundarr the Barbarian, Saturday Supercade, Mister T, Alvin și veverițele, Superman și altele. Ruby-Spears a fost cumpărat de compania-mamă a Hannei-Barbera, Taft Entertainment, în 1981, iar catalogul său precedent a fost vândut împreună cu biblioteca și studioul Hanna-Barbera în 1991 lui Turner Broadcasting. Reeditările actuale ale emisiunilor Ruby-Spears pe DVD și platforme digitale sunt, prin urmare, protejate de Hanna-Barbera Productions.

## Decesul
Spears a decedat la 6 noiembrie 2020 din cauza complicațiilor de demență cu corpi Lewy. Înainte de moartea sa, până la moartea lui Ruby (26 august 2020), ei au continuat să lucreze la producția și dezvoltarea serialelor animate. Ruby s-a aflat la îngrijire în ospiciu timp de doi ani până la moartea sa. Nu se știe cât de des au lucrat împreună în acești doi ani.